# 数据完整性
數據完整性（英語：data integrity）是信息安全的三个基本要点之一; 在传输、存储信息或数据的过程中，确保信息或数据不被未授权的篡改或在篡改后能够被迅速发现。在信息安全领域使用过程中，常常和保密性混淆。通常使用数字签名、散列函数等手段保證數據完整性。